# Conacul Bolomey
Conacul Bolomey este un ansamblu de monumente istorice aflat pe teritoriul satului Cosâmbești, comuna Cosâmbești.

Ansamblul este format din următoarele monumente:
- Conacul  Bolomey (cod LMI IL-II-m-A-14106.01)
- Anexă (cod LMI IL-II-m-A-14106.02)

În anul 2019 ansamblul de monumente a început un proces de reabilitare și restaurare, valoarea totală a proiectului fiind de 21.801.121,17 lei. 

Conacul Bolomey, 20 iunie 2021